# سطح ربعي

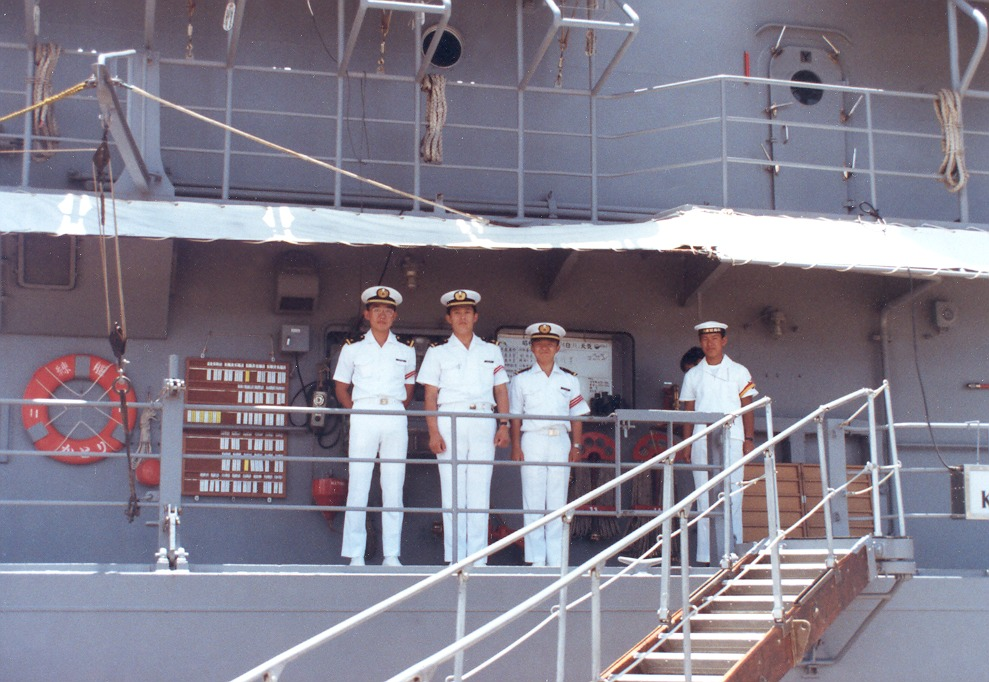
سطح ربعي لسفينة حربية يابانية. لاحظ المراقبين الذين يرتدون الزي الرسمي واللوحة الخشبية والقرب من سلم الإقامة.

السطح الربعي أو الربع هو سطح مرتفع خلف الصاري الرئيس لسفينة شراعية. كان المكان الذي يقود فيه القبطان سفينته. أدى ذلك إلى استخدامه منطقة احتفال واستقبال رئيسة على متن السفينة، ولا تزال الكلمة تُستخدم للإشارة إلى مثل هذه المنطقة على متن سفينة أو حتى في المؤسسات البحرية على الأرض. العديد من هذه المرافق لها مناطق مزينة مثل أرصفة السفن. 